# Heinrich Lindner
Heinrich Lindner (??? – duben 1910 Javorník) byl rakouský politik německé národnosti ze Slezska, za Rakouska-Uherska na počátku 20. století poslanec Říšské rady.

## Biografie
Studoval na gymnáziu v Opavě, pak působil jako hostinský a řezník, později byl mlynářem v Javorníku. Zastával funkci starosty Javorníku. Jako starosta se zasadil o výstavbu železničního spojení do Javorníku roku 1897.
Na počátku století se zapojil i do celostátní politiky. Ve volbách do Říšské rady roku 1901 získal mandát na Říšské radě za městskou kurii, obvod Krnov, Albrechtice, Frývaldov atd. K roku 1907 se profesně uvádí jako starosta a majitel mlýna a hospodářství. Patřil k Všeněmecké straně.
Zemřel v dubnu 1910.